# 卡尔瓦列达德亚维亚
卡尔瓦列达德亚维亚，是西班牙加利西亚自治区奥伦塞省的一个市镇。总面积47平方公里，总人口1589人（2001年），人口密度34人/平方公里。